# Weil der Stadt
Weil der Stadt è una città tedesca di 19 401 abitanti, situata nel land del Baden-Württemberg in Germania.

## Storia
Città libera dell'Impero dal 1286 e ricco centro commerciale sulle direttrici transalpine, Alsazia e Baviera, nel 1802 fu annessa alla Baviera e nel 1810 ceduta al Württemberg.
Weil der Stadt è la città natale di Keplero (1571-1630).

## Cultura
Il Museo di Keplero affaccia sulla piazza centrale della città.

## Infrastrutture e trasporti
Weil der Stadt è capolinea della linea S6 della S-Bahn di Stoccarda.